# Форт № 8 — Король Фридрих I
Форт № 8 Король Фридрих I — один из фортов, составлявших кольцо обороны Кёнигсберга (нынешнего Калининграда). Был назван в честь прусского короля Фридриха I. Находится близ пересечения улиц Большая Окружная и Калининградского шоссе. Форт был построен в 1882 году.

## Сооружение
Форт имеет форму вытянутого шестиугольника размером 205 м на 135 м, который окружён по периметру сухим рвом. Помещения и внутренние дворики расположены симметрично относительно центральной потерны. Горжевой дот был кирпичным.
В годы Великой Отечественной войны, по замыслу немецкого командования, форт прикрывал железную и шоссейную дороги на Эльблонг.

## Штурм форта
В первый день штурма Кёнигсберга 6 апреля 1945 года форт был блокирован 243-м гвардейским стрелковым полком 84-й гвардейской стрелковой дивизии 11-й гвардейской армии. После того, как комендант форта оставил без реакции предложение советского командования о капитуляции форта, началась подготовка к штурму.
Была сформирована штурмовая группа под командованием старшего лейтенанта П. А. Бысова. Штурм начался 7 апреля с артиллерийского обстрела и атаки огнемётчиков. Бой за форт был непродолжительным, и в 11 часов 7 апреля форт капитулировал. В плен сдалось 150 немецких солдат и офицеров, советскими войсками в результате штурма были захвачены следующие трофеи: 10 ручных пулемётов, 120 винтовок, четыре 81,4-мм миномёта, склад с месячным запасом продовольствия, горючего и боеприпасов.

## Современное состояние
Постановлением Правительства Калининградской области от 23 марта 2007 года № 132 форт № 8 «Король Фридрих I» получил статус объекта культурного наследия регионального значения.